# Lady and the Tramp (novela)
Lady and the Tramp es una novela infantil escrita por Ward Greene y publicado en 1953, la novela se trata sobre el romance de una perra de clase alta llamada Lady y un perro callejero llamado Tramp. Poco antes de que se publicara, Walt Disney hizo contacto con Greene para hacer una adaptación de la historia que fue anteriormente publicada en una edición de la revista Cosmopolitan (originalmente estaban haciendo una película sobre un perro llamado Lady pero tuvo que cancelarse el proyecto por los libretos gráficos). La película La dama y el vagabundo de Disney fue estrenada en cines el 16 de junio de 1955. Hasta ahora la versión de Disney es la única adaptación del libro.

## Argumento
Lady, una cachorro de Cavalier King Charles Spaniel, llega a su hogar en Navidad como un regalo. Al pasar el tiempo se gana el cariño de sus dueños. Pero todo cambia cuando los dueños de Lady, esperan un bebé tiempo después. Tramp, un perro callejero, explica a Lady que con la llegada del bebé los cariños hacia ella por parte de sus dueños serán menores, pero al llegar el bebé Lady se da cuenta de que no es así, tan solo que las cosas son diferentes y que ella se encargará de cuidar al niño. En una ocasión la pareja deben salir de casa y llega a cuidar al bebé la tía Sara quién aunque ama a su familia demostró ser intolerante al conocer a Lady, y también tiene dos gatos siameses llamados Nip y Tuck, que le harán la vida imposible a Lady ya que aunque parece que ellos son sus cariñosas y lindas mascotas les gustan causar problemas y como resultado terminan culpando a Lady, y su dueña trata de ponerle un bozal y Lady huye, refugiándose con Tramp y aprendiendo cómo ve la vida el perro callejero y empezando a a sentir el verdadero romance hasta que termina en la perrera por una travesura causada por Tramp en un gallinero. Al salir de la perrera y ser devuelta a casa ella desconfía de Tramp luego de descubrir que él salía con tantas chicas pero recupera su confianza en agradecimiento hacia él cuando el perro callejero salvó al bebé de una peligrosa rata matando al roedor. La tía Sara, escandalizada, llama al perrero que se lleva a Tramp en ese momento llegaron los dueños de Lady justamente cuando se llevaban a Tramp y con su ayuda Lady les aclaró junto con Tía Sarah la verdad al ver a la rata muerta limpiando el nombre de Tramp, mientras tanto los vecinos de Lady: Jock (un terrier escocés) y Trusty (Sabueso) lo salvan. En la próximas navidades se reveló que los dueños de Lady adoptaron a Tramp y se casó con Lady y tuvieron una familia con 4 cachorros.
- Datos: Q17636348